# Mickey's Chase
Mickey's Dangerous Chase, conocido en Japón como Mickey's Chase  (ミッキーズ・チェイス la persecución de mickey?), es un videojuego de plataformas que fue lanzada para Game Gear, Mega Drive, Game Boy, fue desarrollada por Now Production, Publicada por Kemco, Sega en Japón el 18 de diciembre de 1992 , Capcom en Estados Unidos en mayo de 1991 y Europa en julio de 1991. Este título fue uno de los primeros juegos para ser vendido bajo el título como Player's Choice, con la categoría para los juegos de Nintendo.